# Ratiatum
Pour les articles homonymes, voir Ratiatum (homonymie).
Ratiatum est le nom conjecturel d'une cité des Pictons, à l'emplacement de la ville actuelle de Rezé, en banlieue sud de Nantes dans le département de Loire-Atlantique (France).

## Toponymie
Le nom de la localité est attesté sous les formes Ῥατιάτον (Ratiaton) au IIe siècle (Ptolémée); Ratiatica civitas en 511 (concile d’Orléans); Ratiatensis vicus au VIe siècle; Ratiate (monnaie mérovingienne),; Raciaci portus en 1123 (charte de Louis VI); Reziacum en 1150 (Archives L.-Inf., H 20); Radesium en 1201 (cartulaire de Buzay), Resayum en 1287 (Pouillé), puis se fixera progressivement sous la forme Rezé,,.
Selon une ancienne théorie, les *Ratiates auraient été une tribu gauloise, qu'on associe aux Pictons. Quant à la forme *Ratiatum elle ne semble pas être attestée directement, mais semble avoir la faveur des érudits et des historiens.
Les toponymistes et les linguistes ne reprennent pas ces hypothèses, ils analysent les formes anciennes sur la base de deux éléments gaulois contenus dans les formes anciennes récurrentes,.
La terminaison -é représente vraisemblablement le suffixe gaulois -ate, fréquent dans la toponymie (cf. nom de lieu Condate > Condé). Des formes plus tardives en -iaci, -iacum impliquent sans doute une confusion due aux scribes médiévaux avec le suffixe localisant, et marquant la propriété, (i)acum lui aussi d'origine celtique, comme c'est souvent le cas. L'un comme l'autre ont abouti à la terminaison -é dans l'ouest.
Le radical est sans doute le gaulois ratis, (lire rătis) signifiant « fougère » et cité par Marcellus de Bordeaux « Herbae pteridis, id est ficiculae, quae ratis gallice dicitur... ». Ce terme est un proche parent du vieil irlandais raith, du gallois redhyn et du breton raden « fougère ».
Pour Xavier Delamarre, qui reprend les hypothèses déjà formulées par Georges Dottin, Albert Dauzat, Jacques André et Wolfgang Meid, Rezé remonte donc à Ratiate « fougeraie » et est un équivalent gaulois des toponymes romans du type Fougerolles; Feucherolles, etc. Associé au mot pagus, le nom de lieu Ratiate, dérivé avec le suffixe -ensi désignant ses habitants, a donné naissance à l'époque médiévale au pagus Ratiatensis, c'est-à-dire le pays de Retz.
Jean-Marie Cassagne et Mariola Korsak assimilent Rezé au type Razac et Rezay (Cher, Resaium 1223; Rézé 1766), c'est pourquoi ils supposent une forme primitive *Ratiacum qui équivaut au latin *Villa Ratii et serait basée sur l'anthroponyme gallo-romain Ratius, nom d'un propriétaire terrien qui possédait un domaine à cet endroit, autour duquel le village s'est développé, il est suivi du suffixe -acum (voir ci-dessus). Ils reprennent en cela l'explication de Dauzat à propos de Razac et Rezay.
Les premières traces écrites désignant l'actuel pays de Retz apparaissent au IXe siècle. Jusqu'alors les chroniqueurs tels Grégoire de Tours au VIe siècle mentionnent le Pages Arbatilicus (« Pays d'Herbauges ») dans De gloria confessorum. En 839 apparaît le nom de Raiz. Un acte de Louis le Pieux place un domaine de Saint-Viaud in vicaria Ratense.

## Histoire

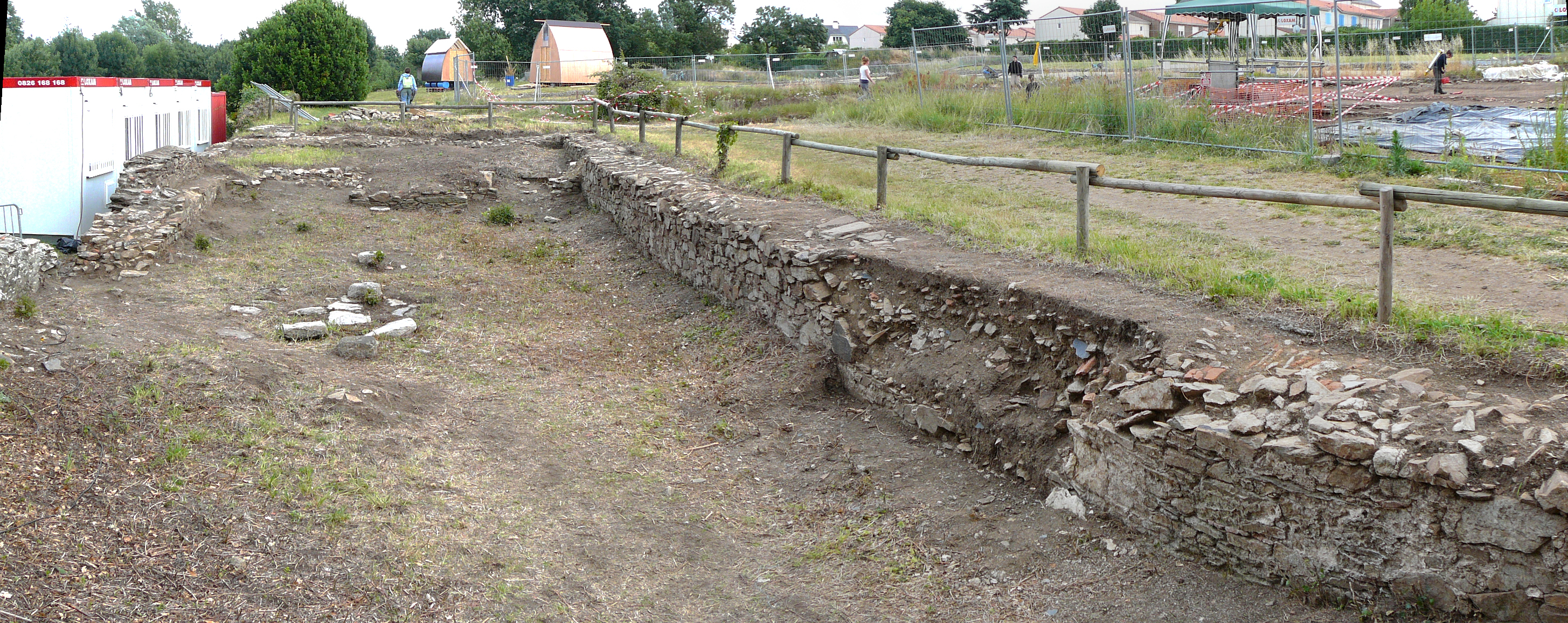
Le mur gallo-romain.

La ville est créée à l'époque romaine sur la rive méridionale du Seil, un bras-mort de la Loire aujourd'hui comblé, dans une zone probablement peuplée par les Ambilatres et les Anagnutes,.
Pour vaincre les Vénètes, les Romains arment une flotte de trirèmes aux formes fines, conçues pour éviter les bancs de sable. Ces navires sont peut-être construits à Prigny (alors au bord de la mer) et à Rezé. Après la victoire définitive des Romains, il semble que les Pictons, alliés de Rome pendant cette guerre, aient obtenu le contrôle de la rive sud de l'estuaire (les Ambilatres n'ont pas d'existence officielle dans l'Empire romain), et qu'ils ont créé un port nouveau face au site probable de Condevicnum (Nantes), capitale des Namnètes, qui n'étaient pas, eux, alliés des Romains.
La cité est donc fondée sous le règne de l'empereur Auguste, entre l'an 20 av. J.-C. et l'an 10 de notre ère. Elle connaît un développement rapide durant tout le Ier siècle de notre ère, ce qui laisse supposer un fort pouvoir d’attraction. À cette époque, Ptolémée indique d'ailleurs que Ratation est la seconde ville de la cité (civitas) des Pictons, après la capitale Limonon (Limonum), c'est-à-dire Poitiers. Ce pouvoir s’explique sans doute par le caractère nouveau dans la région de l'urbanisme à la romaine et, surtout, par des atouts économiques exceptionnels : la cité se trouvait en effet à la croisée des routes terrestres, fluviales et maritimes, tournée vers la Loire ; un chapelet d'îles facilitait ainsi le franchissement du fleuve en direction de Nantes dont les liens avec Rezé restent à établir avec certitude. Autre atout décisif : elle est située au point de la rupture de charge entre navigation fluviale et navigation maritime,.
Le développement de la cité est d'abord plus rapide que sa voisine nantaise et s'étend sur la rive sud du Seil sur plus d’un kilomètre de long et trois cents mètres de large, entre le ruisseau de la Jaguère (empiètant sur la commune actuelle de Bouguenais) à l'ouest et les abords de la gare ferroviaire de Pont-Rousseau à l'est. Au Ier siècle, Ratiatum comporte alors des domus, des entrepôts, des boutiques le long du port. La ville connait son apogée au IIe siècle.
Mais à la fin du IIIe siècle, le port s'ensable et son déclin s'accentue jusqu'au Ve siècle.
Les raids des Saxons et des Francs commencent en 260. Ratiatum (tout comme Nantes) est pillée et incendiée. Mais c'est à Nantes et non pas à Rezé que sont construits des remparts, et Nantes va être encore plus avantagée en devenant, en tant que chef-lieu de cité, le siège d'un évêché chrétien.
Le christianisme est attesté à Rezé au IVe siècle, lorsque saint Hilaire de Poitiers y baptise en 340 un de ses premiers adeptes nommé Lupien, dont parle Grégoire de Tours. Dès cette époque, le tombeau de Lupien est un lieu de culte, en raison des miracles qui s'y seraient déroulés (un aveugle aurait recouvré la vue, un paralytique l'usage de ses jambes).

### Atelier de poterie antique
À la Bourderie, située au sud-est (environnement périurbain) de la ville antique, un petit atelier de poterie est détecté en 1996 et mis au jour en 1997-1998. Actif pendant le IIe siècle, il produit des amphores d'un type inédit que J. Trescarte appelle des « amphorettes », à engobe rouge. L'atelier semble avoir été le lieu d'extraction de l'argile et celui de la cuisson ; le façonnage et l'habitat sont vraisemblablement dans l'agglomération (ce qui se pratiquait encore au XIXe siècle par exemple pour la porcelaine à Limoges, avec les pièces travaillées à domicile et cuites dans un four commun). Le travail de longue date et en profondeur de la terre en maraîchage, a fait disparaître nombre de vestiges anciens. Les fours n'ont laissé que des fondations érodées, avec seulement l'empreinte des chambres de chauffe et des alandiers. La principale zone d'extraction mesure 14 12m, soit environ 168 m2. Pour une profondeur moyenne de 60 cm, ce sont environ 100 m3 d'argile extraits. Il existe vraisemblablement un autre lieu d'extraction de l'argile, car le site ne présente pas de fosse d'extraction non réutilisée en tessonnière. L'épuisement du gisement d'argile a probablement été assez rapide, d'autant que de strictes limites de propriété foncière semblent mises en jeu : le banc d'argile exploité est resté entièrement intact dans la partie nord du site. 

Deux fours ont été trouvés, construits l'un sur l'autre. à l'ouest de l'endroit des fours se trouve un système d'affinage de l'argile : trois fosses circulaires reliées entre elles par des échancrures établies dans les parois séparant les fosses, le tout sur une faible déclivité, la gravité servant à décanter l’argile par sédimentation ; le dernière fosse est appareillée de petits blocs de gneiss taillés avec soin, pour conserver sa pureté à l'argile décantée. Un puits situé dans la partie est de la zone de l'atelier fournissait l'eau du site ; il était probablement équipé d'un système de levage (de type « chèvre »), qui a laissé trois trous de poteaux dans l'appareillage de la partie supérieure du puits (un appareillage fait de blocs de gneiss grossièrement équarris).
Le site a livré un vase de forme Déch. 59 en provenance de l’atelier de Saint-Rémy-en-Rollat, portant une décoration unique cet atelier et qui pourrait être la seule influence connue de l'art gaulois sur la décoration des sigillées.
La production
Les céramiques produites sont de formes très diverses mais certaines formes dominent largement : vases à panses carénées (265 exemplaires) et à panses ovoïdes (195 exemplaires), coupes tripodes et assiettes à fond plat (les assiettes sont probablement les premières formes produites par l'atelier car elles se trouvent toujours dans la base des comblements), représentent 72% des vestiges recueillis. 19% des vestiges sont des jattes à panse ronde et à bord éversé (65 exemplaires), des cruches (50 exemplaires de cruches à col à bandeaux, 65 exemplaires de cruches à bord rond) et des œnochés (70 exemplaires). Puis viennent les jattes à bord rentrant (25 exemplaires), les coupes (27 exemplaires), les mortiers (17 exemplaires dans une seule fosse) et les amphores (29 exemplaires), ce dernier ensemble pour 7,7% du total. On trouve aussi cinq fragments de figurines engobées en blanc et un fragment de moule indéterminé. Une bonne partie de la production imite par surmoulage les sujets classiques de la seconde moitié du IIe siècle et du IIIe siècle.
Des amphores uniques
Les amphores ont une capacité variant de 18 l à 40 à 45 l. La panse est épaisse, et au tiers de la hauteur se trouve une large moulure probablement destinée à renforcer la partie basse. Certains fragments sont couverts d'un enduit noir servant vraisemblablement à parfaire l'étanchéité de l'amphore. Ces amphores ont la particularité d'avoir un col très évasé formant une collerette oblique de largeur comprise entre 18,5 et 29 cm. Cette collerette se termine généralement par un bord rond éversé. Les anses sont courtes, notamment en fonction de leur largeur qui peut atteindre 15 cm. La grande épaisseur et le renforcement par la moulure, semblent indiquer des récipients de transport plutôt que de stockage ; peut-être s'agissait-il de transporter le vin produit alors dans la région nantaise. Les analyses polliniques dans les sédiments du Seil indiquent la présence de vigne aux abords des habitations. En 2001 ce type d'amphore n'est connu que pas la production de cet atelier et par un seul col trouvé en 1996 sur la commune de Oudon.

### Nécropole
Une petite nécropole à incinération jouxte à l'ouest la zone de l'atelier ; certaines tombes datent de la fin de l'époque tibérienne (14-37) ; la majorité des tombes datent de l'époque flavienne (69-96, soit Ier siècle de notre ère).

## Les fouilles archéologiques
Les fouilles archéologiques organisées notamment sur le site entourant la chapelle Saint-Lupien, à proximité de l'hôtel de ville de Rezé, ont débuté dès les années 1950 et se sont poursuivies depuis, menées par l'INRAP dès le début des années 1980. Ces campagnes de fouilles successives incitent la ville de Rezé à créer en 2004 un poste d'archéologue municipal ; c'est d'ailleurs la première ville du département à le faire. Depuis 2005, ces recherches archéologiques sont organisées en collaboration avec l'université de Nantes.

## Le Chronographe
En juin 2017, un centre d'interprétation archéologique baptisé « Le Chronographe » a été construit sur le site de Saint-Lupien. Ce bâtiment de 800 m2 de superficie habillé d'une double peau de bois, est construit sur trois niveaux :
- un rez-de-jardin consacré aux expositions temporaires et comptant également des ateliers pédagogiques ;
- un rez-de-chaussée consacré à l'exposition permanente ;
- une terrasse et un belvédère.

Les salles présentent des cartes, maquettes, moulages, objets, facs-similés.

## Principaux éléments du site connus
- Mur gallo-romain de Saint-Lupien.

## Sources
- Cet article est partiellement ou en totalité issu de l'article intitulé « Rezé » (voir la liste des auteurs).